# Ōoka Tadasuke
Ōoka Tadasuke est un nom japonais traditionnel ; le nom de famille (ou le nom d'école), Ōoka, précède donc le prénom (ou le nom d'artiste).
Ōoka Tadasuke (大岡 忠相, 1677-3 février 1752) est un samouraï, magistrat au service du shogunat Tokugawa puis daimyo.

## Biographie
Durant la domination de Tokugawa Yoshimune, en tant que magistrat (machi bugyō) d'Edo, ses fonctions comprennent chef de la police, juge, jury et magistrat Yamada (Yamada bugyō) avant son mandat en tant que magistrat du Sud (minami machi-bugyō) d'Edo. Avec le titre d'Echizen no kami (gouverneur d'Echizen ou seigneur d'Echizen), il est souvent appelé « Ōoka Echizen » (大岡越前). Il est très respecté en tant que juge incorruptible. En outre, il crée la première brigade de pompiers composée de roturiers et le Koishikawa yojosho (un hôpital de la ville). Plus tard, il accède au poste de jisha bugyō et devient par la suite daimyo du domaine de Nishi-Ōhira (10 000 koku de revenus).
Ōoka naît en 1677 mais est inconnu du grand public avant ses 35 ans quand il est nommé juge de second rang. Quand il accepte ce poste, il découvre qu'il existe un différend frontalier de longue date entre les agriculteurs des han du Yamada et de Wakayama. S'il est évident que la demande du Yamada est légitime, aucun juge précédent n'a été assez inconscient pour irriter Yoshimune, seigneur de Kishū, car il est très proche du shogun Tokugawa Ietsugu. Cependant, Ōoka s'empare de l'affaire et la règle immédiatement sur le fond. Yoshimune est tellement impressionné que lorsqu'il devient shogun cinq ans plus tard, il prend la décision inhabituelle de promouvoir Ōoka sur des centaines d'autres candidats au poste important de machi–bugyō (magistrat) d'Edo (ancien nom de Tokyo). La fonction de machi–bugyō combine les attributions de maire, chef de la police, juge et maréchal du feu.

## Affaires célèbres
Par ailleurs, le personnage a pris un statut légendaire dans un certain nombre d'histoires sur ses décisions juridiques inhabituelles et sages, fréquemment utilisées dans le rakugo.
L'une des histoires les plus célèbres est appelée « L'affaire de l'odeur volée » où il considère la plainte d'un aubergiste paranoïaque qui accuse un pauvre étudiant de voler littéralement les fumées de sa cuisine en mangeant lorsque l'aubergiste cuisine pour donner de la saveur à sa terne nourriture. Bien que ses collègues conseillent à Ōoka de rejeter une affaire aussi ridicule, il décide de s'en occuper. Le juge résout la question en ordonnant à l'étudiant de passer l'argent qu'il a dans une main dans l'autre et décide que le prix de l'odeur de la nourriture est le son de l'argent.

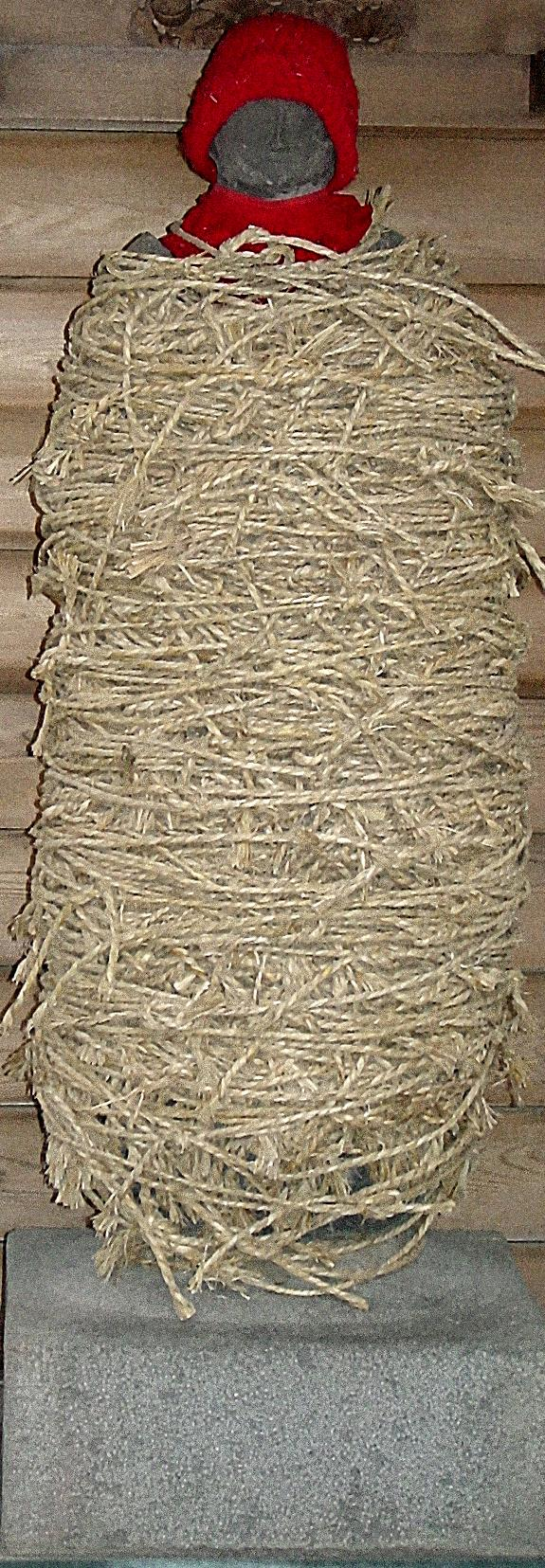
La statue liée de Jizo.

Dans « L'affaire du Jizo lié » ou « La statue suspecte », Ōoka Tadasuke est appelé à découvrir le voleur d'une charretée de tissu d'un fabricant local de kimonos. Ōoka demande qu'une statue de Jizo du Narihira-san Tōsen-ji, un temple à Tokyo, soit liée et apportée pour répondre du manquement à son devoir de garde. Lorsque la statue liée arrive dans la salle d'audience, les spectateurs éclatent de rire. Ōoka ordonne sévèrement que chaque spectateur soit puni d'une amende symbolique pour ces éclats. Il est ordonné à chacun de fournir un petit échantillon de tissu pour amende. Lorsque les spectateurs ont payé leurs amendes, le fabricant de kimonos volés identifie la pièce de tissu à partir d'un spectateur, comme identique à la toile volée. Le spectateur, qui est le voleur réel, est arrêté et Ōoka commande que la statue de Jizo soit libérée comme s'étant acquittée de son devoir. En 1925, la statue a été retirée du centre-ville de Tokyo vers un petit temple appelé Nanjo-en sur sa périphérie. La statue, qui est toujours debout, est enveloppée de cordes attachées par les victimes de voleurs. Toutefois, la statue est presque lisse en raison de plus de deux cents ans de contrainte dans les liens.

## Ōoka dans la fiction
Ōoka Tadasuke est le personnage central de deux séries télévisées jidaigeki. Dans l'une, Ōoka Echizen (en), l'acteur Gō Katō joue le rôle principal. Dans l'autre, Meibugyō! Ōoka Echizen, Kin'ya Kitaōji joue le même rôle.
Par ailleurs, des séries telles que Shogun Abarenbō représentent Ōoka comme un intime du shogun Tokugawa Yoshimune.
Parmi les autres acteurs qui ont incarné Ōoka figurent Ichikawa Danjūrō XII dans Honō no Bugyō Ōoka Echizen no Kami (Tokyo Broadcasting System, 1996) et Sakae Takita dans le taiga drama Hachidai Shogun Yoshimune en 1995.

## Divers
- La ville de Chigasaki dans la préfecture de Kanagawa organise un festival Ōoka à la fin de chaque mois d'avril.
- Ōoka est un des principaux personnages de la série japonaise tokusatsu, Shiro jishi kamen (« Le Masque du lion blanc »).
- Bao Zheng est une espèce d'équivalent chinois d'Ōoka.